# Aaron Moten
Aaron Clifton Moten (Austin, 28 de febrero de 1989) es un actor estadounidense. Empezó a actuar de joven, participando en el programa de teatro de su escuela. Tras graduarse en la Escuela Juilliard, comenzó a actuar profesionalmente en la ciudad de Nueva York, formando parte del elenco principal de la serie de comedia de Netflix. Disjointed (2017-2018). Desde entonces, ha protagonizado Next (2020), Father Stu (2022), Emancipation (2022) y Fallout (2024).

## Biografía
Aaron Moten nació el 28 de febrero de 1989 en Austin, Texas. Durante su infancia y juventud estudió en la Escuela Episcopal de San Esteban, donde comenzó a actuar a la edad de 12 años después de interpretar el papel principal en una producción de la obra de Jim Leonard, The Diviners, después comenzó a participar en el programa de teatro de su escuela. Moten empezó a actuar profesionalmente en la ciudad de Nueva York, donde se graduó en la Escuela Juilliard en 2011. Ese mismo año, interpretó el papel de Claudio en una producción del Two River Theater de Mucho ruido y pocas nueces de Shakespeare. Al año siguiente, apareció en una reedición en Broadway de Un tranvía llamado deseo y en el episodio piloto de la miniserie de HBO, Criminal Justice.
Moten apareció más tarde como Avery en la obra de Annie Baker, The Flick (2013), por su interpretación fue nominado a un premio Drama Desk al mejor actor destacado en una obra. En televisión, apareció en la comedia de Netflix, Disjointed (2017-2018), donde interpretó el papel de Travis Feldman, un graduado de la escuela de negocios e hijo de Ruth Whitefeather Feldman. En 2020, interpretó al empleado del FBI Ben en la serie dramática de Fox, Next. En 2022, Moten protagonizó la película, Father Stu, de Mark Wahlberg, así mismo interpretó el papel de Knowls en la película de acción histórica, Emancipation.
En 2024, protagonizó la serie de televisión postapocalíptica, Fallout, de Amazon Prime Video donde interpreta el personaje de Maximus, un escudero de la Hermandad del Acero.

## Filmografía

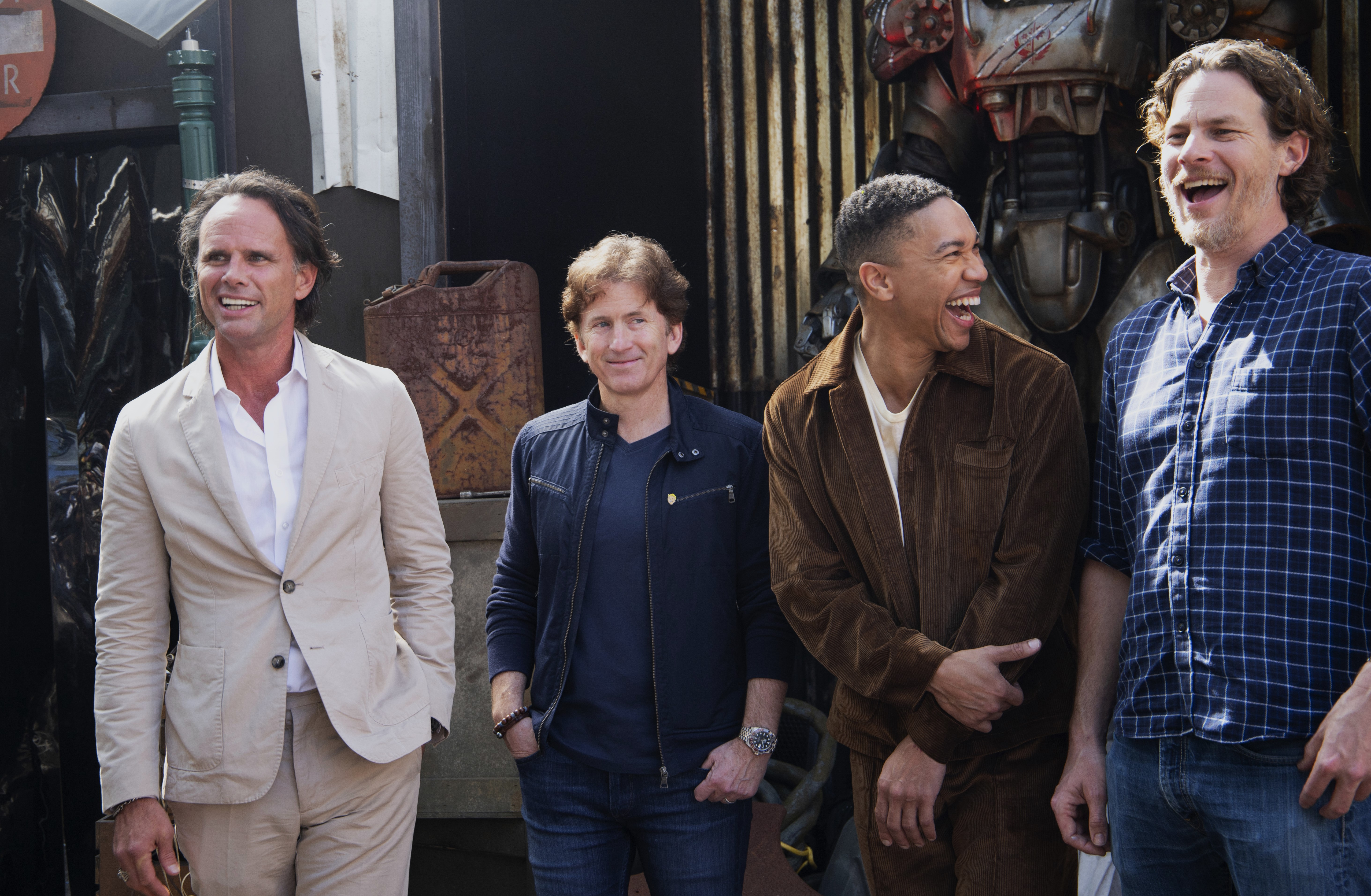
Moten (segundo por la derecha) con Walton Goggins, Todd Howard y Jonathan Nolan en la SXSW de 2024

### Cine
| Año  | Título              | Papel           | Notas | Ref.   |
| ---- | ------------------- | --------------- | ----- | ------ |
| 2014 | Top Five            | Supermarket Fan |       |        |
| 2015 | Ricki and the Flash | Troy            |       |        |
| 2016 | The Transfiguration | Lewis           |       |        |
| 2017 | Ironwood            | Devin Mann      |       |        |
| 2019 | Native Son          | Tony            |       |        |
| 2022 | Father Stu          | Ham             |       | [ 9 ]  |
| 2022 | Emancipation        | Knowls          |       | [ 11 ] |

### Televisión
| Año           | Título                 | Papel              | Notas                                             | Ref.   |
| ------------- | ---------------------- | ------------------ | ------------------------------------------------- | ------ |
| 2014          | NCIS                   | Wendell Hobbs      | Episodio: «Crescent City (Part II)»               |        |
| 2015          | The Mysteries of Laura | Ben Lee            | Episodio: «The Mystery of the Intoxicated Intern» |        |
| 2015-2016     | Mozart in the Jungle   | Erik Winkelstrauss | 6 episodios                                       |        |
| 2016          | The Night Of           | Petey              | 4 episodios                                       |        |
| 2017-2018     | Disjointed             | Travis             | Papel principal                                   |        |
| 2020          | Next                   | Ben                | Papel principal                                   | [ 8 ]  |
| 2024-presente | Fallout                | Maximus            | Papel principal                                   | [ 12 ] |

### Obras de teatro
| Año  | Título                     | Papel           | Teatro                | Notas                                                                           |
| ---- | -------------------------- | --------------- | --------------------- | ------------------------------------------------------------------------------- |
| 2011 | Mucho ruido y pocas nueces | Claudio         | Two River Theater     |                                                                                 |
| 2012 | Un tranvía llamado Deseo   | Young Collector | Broadhurst Theatre    | Broadway                                                                        |
| 2013 | The Flick                  | Avery           | Playwrights Horizons  | Off-Broadway Nominado al Premio Drama Desk al mejor actor destacado en una obra |
| 2015 | The Flick                  | Avery           | Barrow Street Theatre | Off-Broadway                                                                    |
| 2019 | Romeo y Julieta            | Romeo           | The Old Globe         |                                                                                 |